# 13157 Searfoss
13157 Searfoss è un asteroide della fascia principale. Scoperto nel 1995, presenta un'orbita caratterizzata da un semiasse maggiore pari a 2,2180318 UA e da un'eccentricità di 0,0463574, inclinata di 3,33446° rispetto all'eclittica.